# Saison 5 de Lost : Les Disparus
Chronologie
Saison 4 Saison 6
Cet article présente les épisodes de la cinquième saison du feuilleton télévisé Lost : Les Disparus.

## Distribution

### Acteurs principaux
Sont crédités au générique d'ouverture (starring), y compris les épisodes auxquels, occasionnellement, ils ne participent pas :
- Naveen Andrews (VF : Marc Saez) : Sayid Jarrah
- Henry Ian Cusick (VF : Bruno Choël) : Desmond Hume
- Jeremy Davies (VF : Franck Capillery) : Daniel Faraday (épisodes 1 à 15)
- Michael Emerson (VF : Jean-Luc Kayser) : Benjamin 'Ben' Linus
- Matthew Fox (VF : Xavier Fagnon): Jack Shephard
- Jorge Garcia (VF : Jérôme Pauwels) : Hugo "Hurley" Reyes
- Josh Holloway (VF : Arnaud Arbessier) : James "Sawyer" Ford
- Daniel Dae Kim (VF : Cédric Dumond) : Jin-Soo Kwon
- Kim Yoon-jin (VF : Jade N'Guyen) : Sun-Hwa Kwon
- Ken Leung (VF : Laurent Morteau) : Miles Straume
- Evangeline Lilly (VF : Vanina Pradier) : Kate Austen
- Rebecca Mader (VF : Odile Cohen) : Charlotte Lewis (épisodes 1 à 5)
- Elizabeth Mitchell (VF : Dominique Vallée) : Juliet Burke
- Terry O'Quinn (VF : Michel Le Royer) : John Locke

### Invités
Des acteurs invités se joignent à la distribution de chaque épisode, dont certains à plusieurs occasions et d'autres de façon ponctuelle.
- Michelle Rodriguez (VF : Géraldine Asselin) : Ana Lucia Cortez (épisode 2)
- Emilie de Ravin (VF : Karine Foviau) : Claire Littleton (épisode 4)
- Malcolm David Kelley (VF : Jules Azem) : Walt Lloyd (épisode 7)

## Épisodes

### Épisode 1:Les Exilés
- États-Unis /  Canada : 21 janvier 2009 sur ABC / /A\[2]
- Québec : 30 avril 2009 sur Radio Canada
- Suisse : 16 juin 2009 sur TSR1
- Belgique : 14 août 2009 sur RTL-TVI
- France : 19 août 2009 sur TF1

- États-Unis : 11,66 millions de téléspectateurs[3] (première diffusion)
- Canada : 913 000 téléspectateurs[4] (première diffusion)

Invités vedettes :
- L. Scott Caldwell (Rose)
- Sam Anderson (Bernard)
- William Mapother (Ethan Rom)
- Sonya Walger (Penelope "Penny" Widmore)
- Alan Dale (Charles Widmore)
- Sean Whalen (Neil Frogurt)
- Tom Irwin (Dan Norton)
- Nestor Carbonell (Richard Alpert)

Covedettes :
- William Blanchett (Aaron)
- Leslie Ishii (Lara Chang)

Non crédité :
- Francois Chau (Pierre Chang)

Ben persuade Jack de convaincre les « six du vol Oceanic » de revenir sur l'île. Un avocat se rend chez Kate pour prélever un échantillon de sang à Kate, pour vérifier qu'elle est bien la mère d'Aaron, mais Kate refuse le prélèvement. Sun rencontre Charles Widmore et lui dit qu'ils ont un intérêt commun, celui de tuer Benjamin Linus. Sayid et Hurley se font tirer dessus avec des flèches anesthésiantes mais Sayid tue leurs agresseurs.
Sur l'île, après que Ben a tourné la roue, Locke se retrouve seul dans la jungle. Il assiste au crash de l'avion dans lequel était Yemi, le frère d'Eko. Lorsqu'il va voir s'il y a des survivants, il se fait tirer dessus par Ethan. Un nouveau « flash » se produit ; l'avion de Yemi est cette fois-ci tombé. Richard Alpert vient enlever la balle qu'il a reçue et lui dit ensuite que pour sauver l'île, il doit convaincre ceux qui sont partis de revenir, et qu'il devra mourir pour les convaincre. À la suite de cela, un nouveau « flash » se produit ; John Locke est reparti dans le passé et l'avion de Yemi vient de s'écraser.
Sur la plage, toutes les tentes et la nourriture ont disparu. Selon Daniel Faraday, c'est parce que le campement n'a pas encore été construit. Le groupe emmené par Sawyer se dirige vers la station du « Cygne ». Pendant ce temps, un nouveau « flash » se produit et lorsqu'ils arrivent au bunker, celui-ci a déjà implosé. Peu après, un « flash » se produit ; le bunker n'a pas encore implosé. Charlotte se met à saigner du nez, ce qui inquiète Daniel. Alors que les rescapés retournent vers la plage, Daniel parvient à parler à Desmond qui était à l'intérieur du bunker et lui dit qu'au cas où l'hélicoptère parviendrait à quitter l'île, il doit retourner à Oxford pour rencontrer sa mère. Juste après, Desmond se réveille aux côtés de Penny, il se souvient de sa rencontre avec Daniel et dit à Penny qu'ils doivent se rendre à Oxford.
Résumé du flashback

### Épisode 2:Ne jamais mentir
- États-Unis /  Canada : 21 janvier 2009 sur ABC / /A\
- Québec : 7 mai 2009 sur Radio Canada
- Suisse : 16 juin 2009 sur TSR1
- Belgique : 14 août 2009 sur RTL-TVI
- France : 20 août 2009 sur TF1

- États-Unis : 11,08 millions de téléspectateurs[3] (première diffusion)
- Canada : 913 000 téléspectateurs[4] (première diffusion)

Invités vedettes :
- Michelle Rodríguez (Ana-Lucia Cortez)
- L. Scott Caldwell (Rose)
- Sam Anderson (Bernard)
- Sonya Walger (Penny Widmore)
- Jeff Fahey (Frank Lapidus)
- Lillian Hurst (Carmen Reyes)
- Cheech Marin (David Reyes)
- Sean Whalen (Neil Frogurt)
- Mary Mara (Jill)

Covedettes :
- William Blanchett (Aaron)
- Dana Sorman (Darlene)
- Matthew Alan (Cunningam)
- Tom Connolly (Jones)

Non créditée :
- Fionnula Flanagan (Eloise Hawking)

Hurley et Sayid viennent d'échapper à leurs ravisseurs et se rendent chez Hurley. Kate et Aaron vont dans l'hôtel où se trouve Sun. Le père d'Hurley confie Sayid à Jack qui l'emmène à l'hôpital. Ben se rend chez Hurley mais sur les conseils de Sayid, Hurley ne l'écoute pas et préfère se rendre à la police. Eloise Hawking annonce à Ben qu'il n'a plus que 70 heures pour réunir les « six de l'Oceanic » ou il y aura des conséquences.
Sur la plage, Charlotte a des maux de tête et des pertes de mémoire. Peu après, les rescapés sont attaqués par des fléchettes enflammées. Juliet et Sawyer sont ensuite de nouveau attaqués mais par des hommes en uniforme militaire avant d'être secourus par Locke.
Résumé du flashback
- Cet épisode est centré sur Hurley.

### Épisode 3:Bombe H
- États-Unis : 28 janvier 2009 sur ABC
- Québec : 14 mai 2009 sur Radio Canada
- Suisse : 23 juin 2009 sur TSR1
- Belgique : 14 août 2009 sur RTL-TVI
- France : 20 août 2009 sur TF1

Invités vedettes :
- Nestor Carbonell (Richard Alpert)
- Sonya Walger (Penelope "Penny" Widmore)
- Alan Dale (Charles Widmore)
- Imelda Corcoran (Abigail Spencer)
- Sarah Farooqui (Theresa Spencer)

Covedettes :
- Tom Connolly (Jones)
- Alexandra Krosney (Ellie)
- Matthew Alan (Cunningham)
- Mary Ann Taheny (Moira)
- Raymond Ma (Efren Salonga)

Non crédité :
- Marvin DeFreitas (Charlie Hume)

Desmond et Penny se rendent en Grande-Bretagne. Desmond va à Oxford pour trouver la mère de Faraday mais sans succès. Il va donc voir Charles Widmore qui lui donne l'adresse mais lui demande de ne plus se mêler de ces affaires qui le dépassent.
Sur l'île, Charlotte, Miles et Daniel sont à leur tour attaqués par des personnes en uniformes. Il s'agit en fait des « Autres ». Ils se rendent à leur camp et Daniel se propose de désamorcer une bombe H de l'armée américaine mais conseille plutôt de l'enterrer. Locke, Sawyer et Juliet parviennent à retrouver le camp des « Autres ». Locke s'y rend seul pour parler à Richard Alpert et fait la connaissance d'un certain Charles Widmore. Juste avant que Richard ne lui dise comment quitter l'île, un nouveau « flash » se produit. Charlotte saigne du nez et s'évanouit.
Résumé du flashback
- Cet épisode est centré sur Desmond.

### Épisode 4:Le Petit Prince
- États-Unis : 4 février 2009 sur ABC
- Québec : 21 mai 2009 sur Radio Canada
- Suisse : 23 juin 2009 sur TSR1
- Belgique : 21 août 2009 sur RTL-TVI
- France : 26 août 2009 sur TF1

Invités vedettes :
- Susan Duerden (Carole Littleton)
- Tom Irwin (Dan Norton)
- Stephanie Niznik (Dr. Evelyn Ariza)
- Melissa Farman (Danielle Rousseau jeune)
- Guillaume Dabinpons (Robert)
- Marc Menard (Montand)

Covedettes :
- William Blanchett (Aaron)
- Emerson Brooks (Tony)
- Bruno Bruni (Brennan)
- Ane Tranetzki (Bellman)

Kate se rend seule chez l'avocat désirant des prélèvements sanguins d'Aaron et d'elle-même et accepte de les effectuer à la condition qu'elle rencontre son client auparavant. Kate, accompagnée de Jack, suit l'avocat en voiture et découvre qu'il se rend chez Carole Littleton, la mère de Claire. Jack tente de s'expliquer à Carole Littleton mais elle ne sait rien à propos d'Aaron et a pris un avocat dans le but de poursuivre en justice Oceanic Airlines. On découvre juste après qu'il s'agit de l'avocat de Benjamin Linus. Ben et Jack parviennent à réunir Sayid et Kate afin de les convaincre de retourner sur l'île.
Charlotte revient à elle et le groupe de rescapés restants partent à l'« Orchidée » où Locke pense pouvoir arrêter ces « flashs » en quittant l'île et en ramenant ceux qui sont partis en hélicoptère. Sur leur route, Sawyer assiste à l'accouchement de Claire. Un nouveau « flash » survient alors. Ils se rendent ensuite sur la plage et retrouvent leur campement abandonné ainsi qu'une pirogue contenant une bouteille d'eau provenant de la compagnie aérienne Ajira. Ils prennent donc la pirogue pour se rendre à la station mais se font tirer dessus avant qu'un nouveau « flash » arrive. Ils sont alors pris dans une tempête et se dirigent directement vers une plage où ils découvrent les restes d'un naufrage récent. Les naufragés, encore sur la mer, découvrent le corps de Jin. Lorsque Jin reprend connaissance, une des naufragées se présente comme étant Danielle Rousseau.
Résumé du flashback
- Cet épisode est centré sur Kate.

### Épisode 5:Retour à l'orchidée
- États-Unis : 11 février 2009 sur ABC
- Québec : 28 mai 2009 sur Radio Canada
- Suisse : 30 juin 2009 sur TSR1
- Belgique : 21 août 2009 sur RTL-TVI
- France : 27 août 2009 sur TF1

Invités vedettes :
- John Terry (Christian Shephard)
- Fionnula Flanagan (Eloise Hawking)
- June Kyoko Lu (Mme. Paik)
- Melissa Farman (Danielle Rousseau jeune)
- Guillaume Dabinpons (Robert)
- Marc Menard (Montand)

Covedettes :
- William Blanchett (Aaron)
- Bruno Bruni (Brennan)
- Jaymie Kim (Ji Yeon)

Ben annonce à Sun que Jin est toujours vivant. Ils se rendent avec Jack voir Eloise Hawking et rencontrent Desmond.
- Cet épisode est centré sur Jin & Sun.
- Charlotte meurt dans cet épisode.

### Épisode 6:Le Vol 316
- États-Unis : 18 février 2009 sur ABC
- Québec : 4 juin 2009 sur Radio Canada
- Suisse : 30 juin 2009 sur TSR1
- Belgique : 28 août 2009 sur RTL-TVI
- France : 2 septembre 2009 sur TF1

Invités vedettes :
- Fionnula Flanagan (Eloise Hawking)
- Jeff Fahey (Frank Lapidus)
- Said Taghmaoui (Caesar)
- Zuleikha Robinson (Ilana)
- Mary Mara (Jill)
- Raymond J. Barry (Ray Shephard)

Covedettes :
- Kavita Patil (Rupa Krishnavani)
- P. D. Mani (Nabil)
- Patti Hastie (femme au comptoir)
- Glen Bailey (magicien)
- Ned Van Zandt (Mr. Dorsey)

Non créditée :
- Rebecca Hazlewood (Nalini)

- Cet épisode est centré sur Jack.

### Épisode 7:La Vie et la Mort de Jeremy Bentham
- États-Unis : 25 février 2009 sur ABC
- Québec : 11 juin 2009 sur Radio Canada
- Suisse : 7 juillet 2009 sur TSR1
- Belgique : 28 août 2009 sur RTL-TVI
- France : 3 septembre 2009 sur TF1

Invités vedettes :
- Malcolm David Kelley (Walt)
- Alan Dale (Charles Widmore)
- Lance Reddick (Matthew Abaddon)
- Said Taghmaoui (Caesar)
- Zuleikha Robinson (Ilana)

Covedettes :
- William Blanchett (Aaron)
- Ammar Daraiseh (Hajer)
- Grisel Toledo (Susie)
- Stephen Scibetta (contremaître)
- John Jamal Bradley (ami de Walt)

Non crédité :
- John Terry (Christian Shephard)

Après le crash, Locke revient à la vie. Caesar lui demande des explications sur la disparition soudaine d'une personne décrite comme étant Hurley ainsi que d'autres passagers.
Résumé du flashback
- Cet épisode est centré sur John Locke.
- Lorsque Caesar fait des recherches dans les bureaux du Projet Dharma au début de l'épisode, il trouve le numéro du magazine Life du 19 avril 1954 montrant, en une, une photo couleur de l'explosion d'une bombe H.

### Épisode 8:Monsieur LaFleur
- États-Unis : 4 mars 2009 sur ABC
- Québec : 18 juin 2009 sur Radio Canada
- Suisse : 7 juillet 2009 sur TSR1
- Belgique : 4 septembre 2009 sur RTL-TVI
- France : 9 septembre 2009 sur TF1

Invités vedettes :
- Nestor Carbonell (Richard Alpert)
- Doug Hutchison (Horace Goodspeed)
- Reiko Aylesworth (Amy)
- Kevin Rankin (Jerry)
- Patrick Fischler (Phil)

Covedettes :
- Molly McGivern (Rosie)
- Christopher Jaymes (docteur)
- Carla Buscaglia (Heather)
- John Skinner (Autre).

Après que John a tourné la roue, Juliet, Miles, Sawyer et Jin réalisent que le « flash » qu'ils ont eu est le dernier. Ils retrouvent Daniel et apprennent que Charlotte est morte. Sawyer décide de retourner sur la plage mais sur leur route, il sauve Amy avec l'aide de Juliet et de deux « Autres » après qu'ils ont tué son mari Paul. À la suite de cela, Amy les emmène aux baraquements. Sawyer explique à Horace Goodspeed qu'ils ont fait naufrage sur l'île et celui-ci souhaite les évacuer de l'île par sous-marin car ils ne font pas partie du Projet Dharma. Le soir, Richard Alpert se présente aux baraquements et Sawyer lui explique pourquoi la trêve n'a pas été rompue.
- Cet épisode est centré sur Sawyer.

### Épisode 9:Namaste
- États-Unis : 18 mars 2009 sur ABC
- Québec : 25 juin 2009 sur Radio Canada
- Suisse : 14 juillet 2009 sur TSR1
- Belgique : 4 septembre 2009 sur RTL-TVI
- France : 10 septembre 2009 sur TF1

Invités vedettes :
- John Terry (Christian Shephard)
- Jeff Fahey (Frank Lapidus)
- Said Taghmaoui (Caesar)
- Zuleikha Robinson (Ilana)
- Brad William Henke (Bram)
- Reiko Aylesworth (Amy)
- Sterling Beaumon (Benjamin Linus jeune)
- Patrick Fischler (Phil)
- Eric Lange (Stuart Radzinsky)
- Dan Gauthier (copilote)

Covedettes :
- Sven Lindstrom (photographe)

Non crédités :
- François Chau (Pierre Chang)
- Kavita Patil (Rupa Krishnavani)

L'avion de la compagnie Ajira parvient à atterrir sur l'île. Cependant, Jack, Hurley, Kate et Sayid ont disparu de l'avion. Ben et Sun, suivis par Frank, se rendent vers les pirogues pour se rendre sur l'île principale. Aux pirogues, Sun assomme Ben et part avec Frank aux baraquements. Ils rencontrent alors Christian Shephard qui leur révèle que les autres sont en 1977.
- Cet épisode est centré sur les six de l'Océanic.

### Épisode 10:Le Prisonnier
- États-Unis : 25 mars 2009 sur ABC
- Québec : 2 juillet 2009 sur Radio Canada
- Suisse : 14 juillet 2009 sur TSR1
- Belgique : 11 septembre 2009 sur RTL-TVI
- France : 16 septembre 2009 sur TF1

Invités vedettes :
- Doug Hutchison (Horace Goodspeed)
- Zuleikha Robinson (Ilana)
- Reiko Aylesworth (Amy)
- Sterling Beaumon (Ben enfant)
- Patrick Fischler (Phil)
- Eric Lange (Radzinsky)
- Jon Gries (Roger Linus)
- William Sanderson (Oldham)
- Sayed Badreya (père de Sayid)

Covedettes :
- Xavier Raabe-Manupule (frère de Sayid)
- Dmitri Boudrine (Ivan)
- Michael Hardy (Floyd)
- Joe Toro (barman)
- Anthony Keyvan (Sayid Jeune)

Non créditée :
- Molly McGivern (Rosie)

Sayid refuse de suivre le plan de Sawyer visant à le libérer et se fait conduire chez Oldham qui lui administre un sérum de vérité. Sayid raconte alors toute la vérité, notamment qu'il vient du futur. À la suite de cela, Oldham pense qu'il a trop forcé sur le dosage. Avant que Sayid ne soit exécuté par les membres du Projet Dharma, Ben (qui a 12 ans en 1977) le libère et souhaite faire partie des « Autres » mais Sayid lui tire dessus et s'enfuit.
Résumé du flashback
- Cet épisode est centré sur Sayid.
- Ben enfant prête à Sayid, alors qu'il est prisonnier, le roman Voir : les enseignements d'un sorcier yaqui (en anglais A Separate Reality : further conversations with don Juan) de Carlos Castaneda.

### Épisode 11:Le passé c'est le passé
- États-Unis : 1er avril 2009 sur ABC
- Québec : 9 juillet 2009 sur Radio Canada
- Suisse : 21 juillet 2009 sur TSR1
- Belgique : 11 septembre 2009 sur RTL-TVI
- France : 17 septembre 2009 sur TF1

Invités vedettes :
- Nestor Carbonell (Richard Alpert)
- Kim Dickens (Cassidy Phillips)
- Doug Hutchison (Horace Goodspeed)
- Susan Duerden (Carol Littleton)
- Sterling Beaumon (Ben enfant)
- Patrick Fischler (Phil)
- Jon Gries (Roger Linus)

Covedettes :
- William Blanchett (Aaron)
- Sebastian Siegel (Erik)
- Candace Scholz (Debra)
- Susan King (femme du supermarché)
- Miko Franconi (employé de l'épicerie)
- Scott Moura (gérant de l'épicerie)
- Olivia Vickery (Clementine)

Ben est dans un état critique. Jack refusant de l'opérer, Sawyer et Kate demandent à Richard Alpert de le soigner. Il se rend alors au temple avec l'enfant.
Résumé du flashback
- Cet épisode est centré sur Kate.

### Épisode 12:Ben et l'enfant
- États-Unis : 8 avril 2009 sur ABC
- Québec : 16 juillet 2009 sur Radio Canada
- Suisse : 21 juillet 2009 sur TSR1
- Belgique : 18 septembre 2009 sur RTL-TVI
- France : 23 septembre 2009 sur TF1

Invités vedettes :
- Nestor Carbonell (Richard Alpert)
- Tania Raymonde (Alex)
- Sonya Walger (Penelope “Penny” Widmore)
- Alan Dale (Charles Widmore)
- Jeff Fahey (Frank Lapidus)
- Sterling Beaumon (Ben enfant)
- Zuleikha Robinson (Ilana)
- Said Taghmaoui (Caesar)
- Melissa Farman (Danielle Rousseau jeune)
- Brad William Henke (Bram)
- David S. Lee (Charles Widmore à 40 ans)

Covedettes :
- Matt Hoffman (Jed)
- Marvin DeFreitas (Charlie Hume)
- Devon Gearhart (Ethan jeune)
- Lehualani Silva (Alex jeune)

Ben et Locke rejoignent les baraquements et retrouvent Sun et Frank. Ben, Sun et Locke se rendent le lendemain devant le mur d'enceinte du temple afin que Ben soit jugé par « le monstre ». Sous terre, Ben voit le « monstre » ainsi qu'Alex qui lui ordonne de faire tout ce que Locke lui dira de faire. Frank, de retour sur la petite île, est assommé par Ilana.
Résumé du flashback
- Cet épisode est centré sur Ben.

### Épisode 13:Parle avec eux
- États-Unis : 15 avril 2009 sur ABC
- Québec : 23 juillet 2009 sur Radio Canada
- Suisse : 28 juillet 2009 sur TSR1
- Belgique : 18 septembre 2009 sur RTL-TVI
- France : 24 septembre 2009 sur TF1

Invités vedettes :
- Marsha Thomason (Naomi Dorrit)
- Doug Hutchinson (Horace Goodspeed)
- Patrick Fischler (Phil)
- Jon Gries (Roger Linus)
- Eric Lange (Stuart Radzinsky)
- Brad William Henke (Bram)
- Dean Norris (Howard Gray)
- Tim DeZam (Trevor)

Covedettes :
- Leslie Ishii (Lara)
- Lance Ho (Miles jeune)
- Linda Rose Herman (Evelyn)

Non crédité :
- Francois Chau (Pierre Chang)

Miles et Hurley assistent à la construction du bunker après y avoir déposé Pierre Chang, qui s'avère être le père de Miles. Phil découvre qui est responsable de la disparition de Ben et Sawyer l'assomme. Miles et Pierre vont chercher des scientifiques qui viennent d'arriver par sous-marin parmi lesquels se trouve Daniel Faraday.
Résumé du flashback
- Cet épisode est centré sur Miles.

### Épisode 14:Le Facteur humain
- États-Unis : 29 avril 2009 sur ABC
- Québec : 30 juillet 2009 sur Radio Canada
- Suisse : 28 juillet 2009 sur TSR1
- Belgique : 25 septembre 2009 sur RTL-TVI
- France : 30 septembre 2009 sur TF1

Invités vedettes :
- Nestor Carbonell (Richard Alpert)
- Sonya Walger (Penelope “Penny” Widmore)
- Alan Dale (Charles Widmore)
- Fionnula Flanagan (Eloise Hawking)
- Patrick Fischler (Phil)
- Eric Lange (Radzinsky)
- Sarah Farooqui (Theresa Spencer)
- Alice Evans (Eloise Hawking à 40 ans)

Covedettes :
- Wendy Pearson (docteur des urgences)
- Todd Coolidge (auxiliaire médical)
- Peggy Anne Siegmund (concierge)
- Jennifer Sojot (infirmière des urgences)
- Spencer Allyn (Daniel Faraday jeune)
- Michael Dempsey (contremaître)
- Maya Henssens (Charlotte jeune)
- Ariston Green (ouvrier)
- Marvin DeFreitas (Charlie Hume)
- Brad Berryhill (Eric)

Non crédité : 
- Francois Chau (Pierre Chang)

Daniel revient sur l'île en 1977 pour essayer de changer le futur en évitant l'implosion de la station « Le Cygne ». Accompagné de Kate et de Jack, il part à la recherche de sa mère, Eloise Hawking, qui fait partie des « Autres », afin de savoir où se trouve la bombe à hydrogène. Mais au moment où il trouve les « Autres », Eloise le tue, ne sachant pas qui il est. Sawyer, Juliet et Hurley sont arrêtés par les gens du Projet Dharma, qui découvrent que Sawyer a enfermé Phil, un des agents de la sécurité, dans son placard.
Résumé du flashback
- Cet épisode est centré sur Daniel.

### Épisode 15:Suivez le guide
- États-Unis : 6 mai 2009 sur ABC
- Québec : 6 août 2009 sur Radio Canada
- Suisse : 28 juillet 2009 sur TSR1
- Belgique : 25 septembre 2009 sur RTL-TVI
- France : 1er octobre 2009 sur TF1

Invités vedettes :
- Nestor Carbonell (Richard Alpert)
- Doug Hutchison (Horace Goodspeed)
- Patrick Fischler (Phil)
- Eric Lange (Radzinsky)
- David S. Lee (Charles Widmore jeune)
- Alice Evans (Eloise Hawking jeune)
- Kevin Chapman (Mitch)

Covedettes :
- Leslie Ishii (Lara Chang)
- Sebastian Siegel (Erik)
- Elisabeth Blake (Vanessa)
- William Makozak (capitaine Bird)
- Victoria Goring (Jeanette Lews)
- Maya Henssens (Charlotte Lewis jeune)

Non crédité :
- Francois Chau (Pierre Chang)

Locke demande à Richard de soigner l'homme qui va arriver près de l'avion dans lequel était Yemi et de lui dire qu'il doit ramener ceux qui sont partis et que pour cela, il doit mourir ; cet homme est Locke, venu du passé lors d'un « flash ». Le lendemain, Locke, Sun, Ben, Richard et les autres vont trouver Jacob. Locke dit à Ben qu'il a l'intention de le tuer.
- Cet épisode est centré sur Richard.

### Épisode 16:Au bout du voyage (1repartie)
- États-Unis : 13 mai 2009 sur ABC
- Québec : 13 août 2009 sur Radio Canada
- Suisse : 4 août 2009 sur TSR1
- Belgique : 2 octobre 2009 sur RTL-TVI
- France : 7 octobre 2009 sur TF1

Invités vedettes :
- L. Scott Caldwell (Rose)
- Sam Anderson (Bernard)
- Nestor Carbonell (Richard Alpert)
- John Terry (Christian Shephard)
- Jeff Fahey (Frank Lapidus)
- Patrick Fischler (Phil)
- Eric Lange (Radzinsky)
- Zuleikha Robinson (Ilana)
- Jon Gries (Roger Linus)
- Alice Evans (Eloise Hawking jeune)
- Andrea Gabriel (Nadia)
- Kevin Chapman (Mitch)
- Mark Pellegrino (Jacob)
- Titus Welliver (ennemi de Jacob)

Covedettes :
- Emily Rae Argenti (Kate jeune)
- Tanner Maguire (Tom jeune)
- George Gerdes (Mr. Springer)
- Agnes Kwak (tante Soo)
- William Makozak (capitaine Bird)
- Sonya Masinovsky (infirmière russe)
- Keegan Boos (Sawyer jeune)
- Colby French (oncle Doug)
- Sally Davis (cliente)

Non crédité :
- Francois Chau (Pierre Chang)

Ben, Sun, Locke, Richard et les autres se rendent chez Jacob. Locke persuade Ben de tuer Jacob.
Ilana, Bram, Lapidus et quelques autres survivants du vol Ajira se rendent à la cabane construite par Horace et remarquent que le cercle de cendres autour de la cabane n'est plus continu. Dans la cabane, Ilana trouve une image de la statue et les autres survivants brûlent la cabane avant de continuer leur route.
Trente ans plus tôt, Sawyer, Juliet et Kate quittent le sous-marin pour se rendre aux baraquements. Sur leur route, ils rencontrent Bernard, Rose et Vincent qui se sont construit une cabane au bord de la plage. Ils parviennent ensuite à retrouver Jack, Hurley, Jin, Miles et Sayid.
Résumé du flashback
- Cet épisode est centré sur Jacob.

### Épisode 17:Au bout du voyage (2epartie)
- États-Unis : 13 mai 2009 sur ABC
- Québec : 20 août 2009 sur Radio Canada
- Suisse : 4 août 2009 sur TSR1
- Belgique : 2 octobre 2009 sur RTL-TVI
- France : 8 octobre 2009 sur TF1

Invités vedettes :
- Nestor Carbonell (Richard Alpert)
- John Terry (Christian Shephard)
- Jeff Fahey (Frank Lapidus)
- Patrick Fischler (Phil)
- Eric Lange (Radzinsky)
- Zuleikha Robinson (Ilana)
- Brad William Henke (Bram)
- Mark Pellegrino (Jacob)

Covedettes :
- Rylee Fansler (Juliet jeune)
- Savannah Lathem (Rachel jeune)
- William Makozak (capitaine Bird)
- Daniel James Kunkel (anesthésiste)
- John Pete (employé de prison)
- Michael Trisler (Mr. Carlson)
- Adam Bazzi (conducteur de taxi)

Non crédité :
- Francois Chau (Pierre Chang)

Ben, Locke, Richard et les « Autres » arrivent au repaire de Jacob, situé sous la statue dont il ne reste qu'un pied. Locke et Ben entrent. Ilana, Bram et d'autres survivants arrivent sur la plage et montrent à Richard et les « Autres » le corps sans vie de Locke. Pendant ce temps, Ben tue Jacob. 
Trente ans plus tôt, Juliet change d'avis et convainc Sawyer de la nécessité de faire exploser la bombe. Jack, Kate, Sawyer, Miles, Juliet, Hurley, Sayid et Jin veulent faire exploser la bombe H mais elle n'explose pas lorsqu'elle tombe au fond du puits. L'activité électromagnétique fait s'effondrer la structure métallique qui soutenait la foreuse. Juliet se fait prendre par une chaîne et est entraînée au fond du puits. Juliet est néanmoins vivante, elle saisit une pierre et frappe la bombe afin de la faire exploser. L'épisode se termine par un flash blanc laissant croire que la bombe a explosé.
Résumé du flashback
- Cet épisode est centré sur Jacob.